# LUMIX CLUB PicMate
LUMIX CLUB PicMate （ルミックスクラブ ピクメイト） は、パナソニック株式会社が提供する無料の写真共有サービス。

## 概要
個人で撮影した写真をアップロードし、写真やアルバムをWEB上に公開することができる無料の写真共有サービス。コメントやお気に入り機能などにより、利用者同士でのコミュニケーションが可能。
利用には、パナソニックの会員コミュニティ「CLUB Panasonic（クラブ パナソニック）」の会員登録が必要となる。

## 主な機能

### 写真の表示
公開されている写真、アルバムは会員登録しなくても閲覧することができる。
トップページのおすすめ写真には月変わりでおすすめとされた写真が、ホットアルバムには閲覧数の多いアルバムが自動的にランダムに掲載される。

### 検索機能
PicMate内のアルバム、ユーザー、写真を名称や説明文・コメントなどを元にキーワードで検索することができる。
さらに写真の場合はカメラメーカーを条件にして検索することができる。

### 制限
- アップロード可能容量：一般ユーザーは1GBまで、デジタルカメラLUMIX所有者は2GBまで拡張される。
- 一度にアップロードできる写真枚数や転送量に制限がない。